# توماس (لاعب كرة قدم)
توماس هو لاعب كرة قدم برتغالي، ولد في 8 سبتمبر 1971 في بوفوا دي فارزيم في البرتغال.